# Йованович, Милич
Милич Йованович (серб. Milić Jovanović / Милић Јовановић, родился 10 февраля 1966 в Белграде) — югославский футболист, вратарь, обладатель Кубка европейских чемпионов 1990/1991.

## Карьера

### Игрок
Воспитанник школы команды «Напредак» из Крушеваца, в ней дебютировал в 1988 году, сыграв итого 57 игр. В 1990 году перешёл в «Црвену Звезду», в которой провёл всего шесть игр, проигрывая конкуренцию Стевану Стояновичу. Тем не менее, выиграл Кубок европейских чемпионов в составе белградского клуба. После выигрыша кубка перешёл в «Могрен», в котором не закрепился, отыграв всего 11 матчей за два сезона. В 1993 году уехал в Португалию, где и играл до конца своей карьеры: сначала в «Торреенсе» из Второго дивизиона, затем в «Насьонале» и вскоре в «Лесе». Дебют в примейра дивизионе состоялся в сезоне 1996/1997 («Леса» уступила «Жиль Висенте» со счётом 0:1). Одним из его одноклубников был Владан Стойкович. В 2001 году Йованович завершил карьеру футболиста.

### Тренер
В «Лесе», где завершил игровую карьеру, стал работать тренером вратарей. В некоторые периоды был исполняющим обязанности главного тренера и главным тренером.